# Versioni alternative di Batman
Questa è una lista delle versioni alternative di Batman. Per "versioni alternative" si intendono quelle versioni che divergono dalla continuità principale dell'Universo DC Comics (ad esempio negli Elseworld) oppure proposte in altri media diversi dal fumetto, come serie televisive e cartoni animati.

## Terra-1
- Bruce Wayne è il Batman originale. Questa è la sua identità segreta in quasi tutte le rappresentazioni negli altri media.
  - Il Batman di Zur-En-Arrh fu un alter ego disinibito che Bruce Wayne costruì per proteggersi dagli eventi in cui la sua psiche di base era sotto attacco. Questo Batman affermò «Io sono ciò che ottieni quando escludi Bruce Wayne dall'equazione...»
- Azrael (Jean-Paul Valley) divenne Batman dopo che Bane ruppe la schiena di Bruce durante la storia Caduta del 1993.
- Dick Grayson assunse l'identità di Batman dopo che Azrael fu costretto ad abbandonarla, prima del ritorno di Bruce Wayne. Divenne il nuovo Batman, recentemente, dopo l'apparente morte di Bruce.
- Tim Drake fu descritto come possibile Batman futuro in numerose occasioni: in JLA n. 8 e n. 9; in Teen Titans vol. 3 dal n. 17 al n. 19 e dal n. 51 al n. 54; e in Superman/Batman n. 22 e n. 23, così come ne indossò il costume in Sins of Youth: Robin & Batboy.
- Damian Wayne fu anche mostrato come possibile Batman futuro in Batman n. 666 (in Italia, nella nuova serie di Batman, nel n. 12). Lo si vede menzionare Bruce e Dick come precedenti possessori del titolo, e possiede un gatto domestico che ha soprannominato affettuosamente Alfred.

## Universi paralleli
- Batman di Terra-Due: è il Batman della Golden Age, con una vita parallela a quella di Batman di Terra-1, ma con alcune differenze significative. Nato negli anni dieci, Bruce Wayne cessò l'attività di Batman e divenne Commissario di Polizia. Sposò Selina Kyle e i due hanno avuto una figlia, la Cacciatrice originale, Helena Wayne. Alla fine, costretto ad uscire dal pensionamento da un criminale che voleva Bruce Wayne (e che erroneamente pensava che da lui fosse stato ingannato), si confrontò con costui e morì nel compimento del suo dovere. Il padre di Bruce Wayne di Terra-2, Thomas Wayne, fu mostrato mentre indossava un costume simile a quello del Batman moderno, da giovane quando Bruce era bambino, per intrattenere i bambini che durante Halloween giocavano a dolcetto o scherzetto, influenzando quindi la scelta dell'alter ego di Bruce.
- Su Terra-3, è presente Owlman (una controparte malvagia di Batman), identità segreta di Thomas Wayne Jr., figlio del Commissario di Polizia di Gotham City, Thomas Wayne. Un'altra versione del personaggio, è un membro della Società del Crimine d'America.
- Su Terra-9, Batman è un cavaliere che, dopo essere stato sconfitto da Re Artù, è stato costretto ad espiare le sue colpe, cercando giustizia in un'armatura vuota per l'eternità.
- Su Terra-10, Leatherwing (controparte nazista di Batman) è un membro della JLAxis (controparte nazista della Justice League), guidata da Overman (una controparte nazista di Superman).
- Su Terra-11, abitata da personaggi di sesso opposto a quelli di Terra-1, è presente una Batwoman alternativa.
- Su Terra-12, risiede Terry McGinnis (il Batman di Batman of the Future).
- Su Terra-15, Bruce Wayne è morto e Jason Todd lo rimpiazza come Batman. In seguito, viene ucciso da Superboy-Prime.
- Su Terra-19, in Batman: Gotham by Gaslight, Batman comincia la sua carriera di combattente del crimine nel 1889.
- Su Terra-22, in Kingdom Come, Batman (devastato da una vita passata a combattere il crimine) indossa un esoscheletro per muoversi e mantiene la pace a Gotham, grazie all'utilizzo di robot controllati in remoto. Da tempo, è stata scoperta la sua vera identità, tanto che le persone lo chiamano "Batman" anche quando è in abiti civili.
- Su Terra-30, in Superman: Red Son, Batman è un terrorista anarchico sovietico, i cui genitori furono assassinati dal KGB; il suo vero nome non viene mai menzionato nella storia. Dopo essere stato sconfitto da Superman (eroe simbolo dell'Unione Sovietica), si suicida per non venir imprigionato e lobotomizzato.
- Su Terra-31, in Batman - Il ritorno del Cavaliere Oscuro, Batman - Il Cavaliere Oscuro colpisce ancora e Cavaliere Oscuro III - Razza suprema, un ormai cinquantacinquenne Bruce Wayne riprende il costume di Batman, per contrastare il forte aumento della criminalità a Gotham.
- Su Terra-32, in Batman: In Darkest Night, Bruce Wayne diventa Lanterna Verde.
- Su Terra-33, Batmage è un maestro delle arti oscure che vuole vendicare i propri genitori (uccisi dallo stregone Cobblepot).
- Su Terra-40, in JSA: The Liberty Files, Bat è un agente del governo statunitense, durante la Seconda guerra mondiale.
- Su Terra-43, nella Trilogia di Batman e Dracula, per contrastare Dracula e i suoi servi, Batman diventa un letale vampiro.
- Su Terra-51, dopo la morte di Jason Todd, Batman uccide il Joker e continua ad uccidere tutti i supercriminali presenti al mondo, introducendo una nuova era di pace.

- L'interpretazione senza scrupoli e molto più controversa di Frank Miller di Batman, cominciò la sua carriera di combattente del crimine a 25 anni, dopo dieci anni di assenza da Gotham. Questo Batman si autodefinisce "no killer", ma utilizza dei metodi particolarmente brutali, lasciando i criminali con ferite permanenti. Ha anche un gusto per le relazioni sessuali casuali, infatti ebbe una relazione sentimentale con Catwoman e nello stesso momento era anche fidanzato con Black Canary. Batman "licenziò" Dick Grayson dalla sua posizione di Robin, rimpiazzandolo con Jason Todd. Quando Jason morì, Batman si ritirò, all'età di 45 anni. Dopo essere ritornato a 55 anni, infine uccise Dick Grayson, che divenne un serial killer sotto la guida del Joker.
- In Batman: Book of the Dead, i genitori di Bruce Wayne erano archeologi che erano in procinto di svelare una cospirazione riguardante un antico dio-pipistrello egiziano cancellato dalla storia. Furono assassinati di fronte agli occhi di Bruce a causa della loro scoperta, e Bruce divenne Batman quando fu ispirato dal cartiglio a forma di pipistrello inseguito dall'assassino.
- In Detective Comics n. 500: To Kill a Legend!, il Batman e il Robin della continuità principale arrivano in un mondo in cui l'omicidio dei coniugi Wayne sta per accadere. Batman riesce a sventare l'assassinio dei suoi genitori in questo mondo, ma questo atto si sposta semplicemente sui motivi che spinsero Bruce a diventare Batman.
- In Batman: Castle of the Bat, lo scienziato Bruce Wayne creò e riportò in vita un cadavere contenente il DNA di un pipistrello e il cervello di suo padre, Thomas Wayne. Questo Batman scappa dal castello Wayne e comincia ad attaccare i briganti a causa delle memorie ritrovate del cervello di Thomas Wayne. Con l'avanzare della storia, l'uomo-pipistrello cominciò a sembrare sempre più animalesco, in quanto il DNA del pipistrello cominciò a prendere il sopravvento sul corpo.
- In Batman: Citizen Wayne, Batman è Harvey Dent, mentre Bruce Wayne è il procuratore distrettuale che tenta di fermarlo quando i suoi metodi per combattere il crimine diventano troppo brutali.
- In Batman: Digital Justice, in una Gotham futuristica, Batman è James Gordon, il nipote di Jim Gordon. Dopo la morte del suo partner, l'agente Lena Schwartz, James trovò vecchi ritagli di giornale tenuti da suo nonno a proposito di Batman, e ne assunse l'identità grazie al costume donato da Bruce a Jim come souvenir.
- In Batman: Golden Streets of Gotham, Batman è Bruno Vanekow, un lavoratore ferroviario i cui genitori morirono in un incendio. Indossa un costume simile a quello di Batman ed è una specie di Robin Hood: infatti, ruba ai ricchi della città e dona ai più poveri.
- In Batman: Hounted Gotham, Gotham City divenne proprietà dei Signori Oscuri dell'Inferno secoli fa. Bruce Wayne fu cresciuto dai suoi genitori per diventare una difesa contro di loro per il bene della città, e a lui si unirono uno scheletro di nome Cal e una strega di nome Cat Majik.
- In Batman: I, Joker, la Gotham City del futuro è governata da un culto che venera Batman e i suoi discendenti, i Bruce. Una volta all'anno, ci sono degli sfidanti che tentano di usurpare il ruolo di Batman, anzi, questi Bruce sono persone tolte dalla strada, trasformati in vecchi nemici di Batman completi di memoria. Il nuovo Joker, Joe Collins, riuscì a tenere le sue memorie originali grazie agli sforzi del chirurgo di Bruce, Doc Klibon, come mezzo per disturbarlo. Joe, insieme alla sua amica Marya, sono combattenti per la libertà che tentano di fermare i Bruce finché un loro amico non gli si rivolta contro. Joe trovò la Batcaverna originale e, prendendo un vecchio costume di Bruce e la pistola del Joker, confrontò i Bruce nella cittadella. Lui risparmiò le vite dei Bruce, ma Marya, dopo essere stata mutata in un Bruce, lo uccise personalmente. Mesi dopo, i due proteggevano Gotham City come i nuovi Batman e Robin.
- In The Batman of Arkham, negli anni novanta, Bruce Wayne è un famoso psichiatra che dirige il manicomio Arkham. Batman porta i criminali ad Arkham e, in vesti civili, utilizza la compassione per curarli.
- In Batman: Scar of the Bat, Bruce Wayne non esiste. Invece, Eliot Ness, ispirato dai personaggi del film di "Zorro and the Bat", indossò un costume Batman-esco e cominciò a scuotere i criminali per avere informazioni sui locali illegali ancora diretti da Al Capone. Venne chiamato Batman non solo per la sua figura, ma per l'utilizzo di una mazza da baseball nella sua prima comparsa, una reminiscenza di quando Capone, una volta, picchiò uno dei suoi sottoposti con una mazza.
- In Batman: Shadow of the Bat Annual (n. 2;1994), Batman è un tiranno, nella storia The Tyrant.
  - In The Tyrant, Batman (corrotto dall'influenza di Jonathan Crane) prende il controllo di Gotham City e la trasforma in uno stato di polizia; inoltre, arriva a drogare le riserve d'acqua di Gotham come mezzo per decrementare le attività criminali. Tuttavia, Anarky forma una resistenza segreta contro i due uomini, con un'armata composta principalmente da nemici di Batman. Quando Anarky scopre il piano di immettere del gas tranquillante nelle riserve d'acqua, come mezzo per prevenire il crimine, unisce i criminali rimanenti della città per rovesciare la tirannia di Batman. Dopo che le manipolazioni di Crane escono allo scoperto, Batman confessa i suoi crimini al popolo di Gotham, che lo brucia vivo nel castello Wayne. La storia termina con una frase di Michail Bakunin: "(Per ragioni statali) nero diventa bianco e bianco diventa nero, l'orribile diventa umano e i vili e atroci crimini diventano atti meritevoli".
- In Batman: Year 100, nella Gotham City del 2039, c'è un misterioso Uomo-Pipistrello che va in giro per la città. Questo Batman è in circolazione dal 1939, e non viene mai rivelato chi ci sia dietro la maschera.
- Su Terra-1099, in Catwoman: Guardian of Gotham, Batman è un supercriminale assassino che terrorizza Gotham City e si scontra con Catwoman (la supereroina protettrice della città).
- In Stan Lee's Just Imagine, Wayne Willams viene incolpato di un crimine che non ha commesso. Per difendersi, diventa un supereroe a metà tra Batman e l'Uomo Ragno.
- In Superman: Speeding Bullets, Thomas e Martha Wayne scoprono la navicella del piccolo Kal-El e lo adottano, ribattezzandolo Bruce. Quando il piccolo Bruce assiste alla loro morte, diventa Batman. Si scontra con Lex Luthor, che, in seguito, diventa il Joker (dopo essere stato sfigurato in un incidente).
- In Batman: Dark Knight Dynasty, Bruce Wayne crebbe con al fianco i suoi genitori, allenandosi duramente in quanto non sapeva bene cosa fare della sua vita. I suoi genitori furono salvati da una rapina da Vandal Savage, correntemente sotto il nome di Vincent St. Claire. Vandal ha con sé un tirapiedi di nome Scarecrone che utilizzò la paura per convincere Thomas e Martha a gettarsi dal loro appartamento. Bruce Wayne cercò di trovare il responsabile e spiegare il perché delle sue azioni. Per proteggere sua moglie, decise di travestirsi. Ispirandosi al dipinto di un suo avo, Sir Joshua di Wainewright, Bruce divenne Batman. Infine si ritrovò sulla strada di Savage, combattendo con lui nello spazio. I due si schiantarono sulla Terra, dopo essere bruciati nel rientro. Vandal, essendo immortale, però, riuscì a rigenerarsi.
- In Justice League of America vol. 2 n. 25, il dio delle malefatte Anansi, creò una linea temporale alternativa. In quella fatidica notte, il film che Bruce intendeva vedere, "Zorro", aveva già il tutto esaurito, così dovette accontentarsi di un vecchio western. Ma anche questo film lo intrattenne. Quando accadde la rapina, il killer rimase attonito dello sguardo di rabbia di Bruce. Bruce, infatti, agguantò la pistola del criminale e lo uccise. Il ragazzo crebbe e divenne il Paladino, un pistolero che utilizzava la forza letale contro i criminali, e che è cacciato dalle autorità a causa di ciò. Successivamente, Anansi portò il Paladino nella linea temporale corrente, facendogli aiutare Vixen e la Justice League contro Starbreaker.